# P–37
A P–37 (GRAU-kódja: 1RL139, NATO-kódneve: Bar Lock, közepes hatótávolságú kétdimenziós felderítő és rávezető rádiólokátor, melyet a Szovjetunióban fejlesztettek ki a korábbi P–30 lokátorból az 1970-es években. A lokátor napjainkban is hadrendben áll egyes országokban. A P–37-et a Magyar Néphadsereg is hadrendbe állította.

## Története
A rádiólokátort az 1970-es évek közepén fejlesztették ki a P–35-ös radar továbbfejlesztett változataként. A fejlesztésnél a P–35-höz képest a megbízhatóság, az üzembiztonság, a zavarvédelem, az ellenséges rádióelektronikai tevékenység elleni védelem, valamint a hatótávolság növelése volt a cél. A rádiólokátor sikeres tesztjeit követően rendszeresítették a Szovjet Hadseregben. A berendezés sorozatgyártását a Moszkvában található Lianozovói Elektromechanikai Gyár (LEMZ) végezte.
A P–37 fő célja a nagy távolságú felderítés, látótávolsága több mint 300 km is lehet, ez persze az adott domborzattól is függ. Az antenna egy viszonylagos mobil eszköz, melyet egy teherautó felépítményére telepítettek. A két antenna egy úgynevezett azimut szögben, 2 dimenzióban keresi a céltárgyat, vagyis az észlelt légi jármű horizontális égi koordinátáját határozza meg, tehát az eszköz nem tud magasságot mérni, nem lát 3 dimenzióban. ennek kiküszöbölése miatt a PRV–17-es magasságmérő radarral párhuzamosan szokták üzemeltetni.
A radar 500 méteres pontossággal tud repülő tárgyakat bemérni, sebességet és távolságot adva nekik. Jelenleg Magyarországon 5 helyen szolgának a P–37-esek. Mozgathatóságuk és a tervezéskori NATO elvektől eltérő doktrína miatt nélkülözhetetlen lokátor.

## Korszerűsített P–37-es lokátor adatai
A P–37 lokátor modernizálási programja 1997-ben kezdődött, az első modernizált radart a HM Arzenál ZRt. 1999-ben adta át a Magyar Honvédségnek.
A Magyar Honvédségnél ezekre a modernizált P–37 radarokra épül a légtér-ellenőrzési feladatok ellátása, ezzel részt vesznek az egységes európai légtér helyzet kialakításában
Rendeltetés: A radar gerinchálózat elemeként a légijárművek detektálása és a légtérellenőrző rendszer számára elsődleges és másodlagos radarinformáció szolgáltatása.
Főbb műszaki jellemzők:
- S-sávú felderítő radar, amelynek az adó modulátorát és a magnetronját is új, korszerű típusra alakították át;
- A vevő rendszer teljesen új, a nagyfrekvenciás előerősítő félvezetős a keverő fokozat után digitális jelfeldolgozás van;
- Képes primer magassági információ biztosítására is;
- A jelfeldolgozó, megjelenítő és adattovábbító rendszer teljesen új digitális rendszerű;
- Beépített szekunder radarberendezés;
- A radar megbízhatósága jelentősen nőtt, a hibakeresés szoftveresen támogatott.

Főbb műszaki adatai:
- Üzemi frekvenciasáv: S sáv;
- Maximális felderítési távolság: 350 km;
- Adó: MI–503 magnetron és új modulátorblokk (ötszörös élettartam);
- Hosszabb élettartamú talpcsapágy;
- A vevő és jelfeldolgozó rendszernél: 14 bites középfrekvenciás mintavételezés, „szoftvervevő”, ARCNET hálózati kommunikáció, csatornánkénti extraktor, amely lehetővé teszi a magassági koordináta meghatározását is;
- IFF rendszer: Siemens 1990 szekunder radar interfész, távvezérléssel
- Megjelenítés: 18”-os TFT monitorral analóg videó és szintetikus célkoordináta megjelenítés, valamint 2 db PIKET indikátor digitális interfésszel analóg videóhoz
- Kommunikáció: az RHP berendezéshez RS422 adatkimeneti interfész;

Objektív kontroll biztosított.